# Arara
Arara  este un oraș în Paraíba (PB), Brazilia. 